# Blooddrunk
Blooddrunk (рус. Опьянённый кровью) — шестой студийный альбом метал-группы Children of Bodom, вышедший 7 апреля 2008 года. В состав альбома входят три сингла — Tie My Rope, Blooddrunk и Hellhounds on My Trail. На две первые песни («Hellhounds on My Trail» и «Blooddrunk»), а также на песню «Smile Pretty for the Devil» были сняты видеоклипы.

## Список композиций
Слова и музыка всех песен — (если не указано иначе) — Алекси Лайхо.
| №  | Название                                | Длительность |
| -- | --------------------------------------- | ------------ |
| 1. | «Hellhounds on My Trail»                | 3:58         |
| 2. | «Blooddrunk»                            | 4:05         |
| 3. | «LoBodomy» (слова: Кимберли Госс)       | 4:24         |
| 4. | «One Day You Will Cry»                  | 4:05         |
| 5. | «Smile Pretty for the Devil»            | 3:54         |
| 6. | «Tie My Rope»                           | 4:14         |
| 7. | «Done With Everything, Die for Nothing» | 3:29         |
| 8. | «Banned From Heaven»                    | 5:05         |
| 9. | «Roadkill Morning»                      | 3:32         |

| №   | Название | Автор(ы)      | Длительность |
| --- | --- | ------------- | ------------ |
| 10. | «Ghost Riders in the Sky»                                                                                       | Стэн Джонс    | 3:39         |
| 11. | «Just Dropped in (To See What Condition My Condition Was In)» (кавер-версия Kenny Rogers and The First Edition) | Микки Ньюбери | 2:39         |

| №   | Название                                                               | Автор(ы)     | Длительность |
| --- | ---------------------------------------------------------------------- | ------------ | ------------ |
| 10. | «Ghost Riders in the Sky»                                              | Стэн Джонс   | 3:39         |
| 11. | «Lookin’ Out My Back Door» (кавер-версия Creedence Clearwater Revival) | Джон Фогерти | 2:08         |

## Участники записи
- Алекси Лайхо — вокал, соло- и ритм-гитара
- Роопе Латвала — соло- и ритм-гитара
- Янне Вирман — клавишные
- Хенкка Сеппяля — бас-гитара
- Яска Раатикайнен — ударные

## Позиции в чартах
| Чарт                                 | Позиция |
| ------------------------------------ | ------- |
| Австралия (ARIA)                     | 48      |
| Австрия (Ö3 Austria)                 | 19      |
| Бельгия/Валлония (Ultratop)          | 93      |
| Финляндия (Suomen virallinen lista)  | 1       |
| Франция (SNEP)                       | 161     |
| Германия (Offizielle Top 100)        | 10      |
| Италия (Classifica album)            | 65      |
| Япония (Oricon)                      | 12      |
| Нидерланды (Album Top 100)           | 94      |
| Норвегия (VG-lista)                  | 25      |
| Швеция (Sverigetopplistan)           | 28      |
| Швейцария (Schweizer Hitparade)      | 50      |
| Великобритания (UK Albums Chart)     | 44      |
| США (Billboard 200)                  | 22      |
| США (Billboard Independent Albums)   | 2       |
| США (Billboard Top Hard Rock Albums) | 3       |
| США (Billboard Top Rock Albums)      | 6       |

| Уровни продаж и сертификации |              |                |                   |
| Страна                       | Сертификация | Уровень продаж | Дата сертификации |
| Финляндия                    | золотой      | 23 247         | 2008              |